# Joaquín Cosío
Joaquín Cosío (Tepic, 6 oktober 1962) is een Mexicaans acteur.

## Carrière
Cosío begon in 1983 met het leren van acteren, in 1994 schreef hij zijn eerste toneelstuk. Hij speelde in meer dan 50 toneelstukken en 600 live optredens, in 1999 werd hij geselecteerd voor het National Theater Company. Hierdoor besloot hij om zich permanent te vestigen in Mexico-Stad om daar fulltime acteur te worden.   
Cosío begon in 2002 met acteren voor televisie in de Mexicaanse film The Blue Room, waarna hij nog meerdere rollen speelde in films en televisieseries. Hij is onder andere bekend van zijn acteren in Quantum of Solace (2008) en The Strain (2015-2016). 

## Filmografie

### Films
Uitgezonderd korte films.
- 2024 V de Victor - als Jorge
- 2023 ¡Que viva México! - als Rosendito/ Reginito / Abuelo
- 2023 Cassandro - als Lorenzo
- 2022 Lecciones para canallas - als Barry el Sucio
- 2021 Matando Cabos 2, La Máscara del Máscara - als Mascarita
- 2021 The Suicide Squad - als burgemeester General Mateo Suarez
- 2019 Polvo - als Don Manuel
- 2019 Rambo: Last Blood - als Don Manuel
- 2018 Spider-Man: Into the Spider-Verse - als Maximus Gargan / Scorpion (stem)
- 2018 Sonora - als Emeterio
- 2017 Cinderelo - als Damian
- 2017 Belzebuth - als Emmanuel Ritter
- 2017 Me gusta, pero me asusta - als Don Gumaro
- 2016 Sundown - als Pedro
- 2016 Purasangre - als Carmona
- 2015 Las Aparicio - als Camilo
- 2015 Villa, itinerario de una pasión - als Abraham González
- 2015 Hot Pursuit - als Vicente Cortez
- 2015 La delgada línea amarilla - als Gabriel
- 2014 Heriberto y Demetrio - als Heriberto
- 2014 La dictadura perfecta - als Agustín Morales
- 2014 Cantinflas - als Emilio Fernández
- 2014 Familia Gang - als Escolta Coyote
- 2013 Jirón de Niebla - als Vega
- 2013 A Night in Old Mexico - als Cholo
- 2013 The Lone Ranger - als Jesus
- 2013 Bless Me, Ultima - als Narciso
- 2012 El Arribo de Conrado Sierra - als Don Chalio
- 2012 Las paredes hablan - als Carlín
- 2012 El Santos vs. La Tetona Mendoza - als Jefe de Policía
- 2012 La vida precoz y breve de Sabina Rivas - als Burrona
- 2012 Savages - als El Azul
- 2012 Marcelo - als Nico
- 2011 La revolución de Juan Escopeta - als Juan Escopeta
- 2011 Pastorela - als agent Jesús Juárez
- 2011 A Better Life - als Blasco Martinez
- 2011 Salvando al Soldado Perez - als Rosalío Mendoza
- 2010 Te presento a Laura - als Guadalupe
- 2010 El infierno - als El Cochiloco
- 2010 Segurança Nacional - als Hector Gasca
- 2010 Sucedió en un día - als Juan
- 2010 El mar muerto - als Arturo
- 2009 El Traspatio - als Peralta
- 2008 Rudo y Cursi - als Arnulfo
- 2008 Quantum of Solace - als generaal Medrano
- 2008 Tear This Heart Out - als Juan
- 2008 El viaje de Teo - als Manlio
- 2008 Violanchelo - als agent Salas
- 2007 La sangre iluminada - als Isaías
- 2006 Efectos secundarios - als dirigent
- 2006 Un mundo maravilloso - als Vagabundo
- 2004 Matando Cabos - als Ruben "Mascarita"
- 2003 Sin ton ni Sonia - als Astorga
- 2002 Una de dos - als Tío Luis
- 2002 The Blue Room - als Maestro de Obras

### Televisieseries
Uitgezonderd eenmalige gastrollen.
- 2022 Natural Born Narco  - als Taladro - 8 afl.
- 2020-2021 Gentefied - als Casimiro 'Pop' Morales - 13 afl.
- 2018-2021 Narcos: Mexico - als Ernesto 'Don Neto' Fonseca Carrillo - 16 afl.
- 2021 Maya and the Three - als Camazotz - 5 afl.
- 2020 El Candidato - als Rafael Bautista - 10 afl.
- 2018-2019 Las Buchonas de Tierra Blanca - als Baltazar - 46 afl.
- 2018 Señora Acero - als Rodríguez - 2 afl.
- 2016-2017 Blue Demon - als Ignacio Vera - 30 afl.
- 2015-2016 The Strain - als Angel Guzman Hurtado - 17 afl.
- 2014-2016 Sr. Ávila - als Claudio Juárez - 3 afl.
- 2013 Mentir para vivir - als Joaquín - 28 afl.
- 2009-2012 Kdabra - als Blas - 33 afl.
- 2011 El Diez - als Javier Rubalcava - 8 afl.
- 2008-2010 Capadocia - als Joaquín - 4 afl.
- 2010 Eastbound & Down - als Hector - 3 afl.

- Bibsys: 13030764
- Bibliothèque nationale de France: cb16532059m (data)
- Gemeinsame Normdatei: 1196235864
- International Standard Name Identifier: 0000 0003 5636 0761
- Library of Congress Control Number: no2011068448
- Système universitaire de documentation: 167595385
- Virtual International Authority File: 183996517
- WorldCat: E39PBJgxx8CB9f48yXK99Vwt8C